# The Wedding Party (film 2012)
The Wedding Party (Bachelorette) è un film del 2012 diretto da Leslye Headland.

## Trama
New York. Regan Crawford è una ragazza sulla trentina che vuole essere la prima in tutto. Scopre che la sua antica compagna di liceo Becky Archer, afflitta da obesità, sta per sposare il ricco newyorchese Dale. Sebbene Becky scelga Regan come damigella d'onore, quest'ultima in realtà cova invidia e disappunto per il fatto che l'amica, considerata da sempre non bella né popolare, si sposi prima di lei e avverte subito due altre ex compagne di scuola, Katie Lawrence e Gena Myers.
Sei mesi dopo, le donne decidono di improvvisare una festa di addio al nubilato per Becky; Gena, partita da Los Angeles, raggiunge le amiche portando della cocaina per la festa, dove incontra Clyde, il suo ex fidanzato che flirta con la sorella minore di Dale mentre Katie si imbatte in Joe, un ex compagno di classe che le vendeva l'erba al liceo. Mentre un loro amico, Trevor, fa un discorso alla festa, Gena, strafatta di cocaina, rivela che Becky vomitava nei bagni della scuola e Katie peggiora la situazione annunciando che qualcuno le ha rubato il cellulare.
Dopo la cena, le damigelle organizzano un addio al nubilato nella loro suite e ingaggiano un loro amico gay per fare uno spogliarello, fino a quando Becky non si sente chiamare "faccia di maiale", il suo soprannome ai tempi del liceo; la futura sposa lascia la festa arrabbiandosi con le ragazze e dicendo loro che se non avessero cambiato atteggiamento non si sarebbero dovute scomodare ad andare al matrimonio. Regan, Gena e Katie rimangono nella suite a bere e a drogarsi. Gena decide di fare una foto a Katie e Regan dentro al vestito da sposa di Becky ma lo strappano, come se non bastasse a Katie inizia a sanguinare il naso e macchia il vestito.
Quella notte le ragazze cercano invano un negozio per abiti da sposa. Nel frattempo Katie viene corteggiata da Joe, sotto l'effetto della cocaina, e passano la notte nella piscina dell'hotel dove lei ammette di aver tentato il suicidio l'anno prima. Regan consuma un rapporto sessuale con Trevor nel bagno dell'hotel e Gena passa la notte con Clyde.
Becky invita Regan in camera sua, che le confessa di essere bulimica e cerca di raccontarle la verità sul vestito ma l'arrivo della madre di Becky ferma tutto e si preparano per il matrimonio. Intanto Gena sta cercando di aggiustare il vestito mentre Katie si chiude nel bagno prendendosi un'overdose da Xanax ma Regan riesce a farla vomitare macchiando il proprio vestito. Nel tentativo di guadagnare tempo, Regan cerca di convincere Becky a recarsi sul luogo in pigiama per poi mettersi il vestito poco prima della cerimonia provocando così la rabbia della sposa. Fortunatamente, Gena arriva al matrimonio con l'abito che riporta comunque macchie di sangue e sperma e cucitura per rimediare allo strappo.
Il matrimonio viene celebrato e Regan e Gena guardano la cerimonia da una panchina per poi essere raggiunte da Katie, che si è ripresa dall'overdose. Alla festa Katie dice a Joe di provare qualcosa per lui, Clyde si dichiara davanti a tutti nei confronti di Gena e Regan flirta con Trevor.

## Produzione
Il film è stato prodotto con un budget di 3 milioni di dollari. Le riprese del film iniziano nell'estate 2011, e si svolsero a New York, negli Stati Uniti d'America.

### Cast
Per il ruolo di Becky era stata scelta Casey Wilson, la quale però abbandonò il progetto per problemi di pianificazione. Fu sostituita da Rebel Wilson (nessuna parentela tra le due attrici).

## Distribuzione
La première avviene al Festival del film di Locarno il 6 agosto 2012, data di lancio per la distribuzione internazionale. Il film viene poi presentato in vari festival nel Stati Uniti, tra cui il Sundance Film Festival (23 gennaio 2012) ed il Provincetown International Film Festival (13 giugno 2012).
La distribuzione americana inizia a partire dal 10 agosto nel mercato video on demand, e dal 7 settembre in versione limitata nei cinema. In Italia arriva il 18 ottobre, distribuito da Lucky Red.

## Riconoscimenti
- 2012 - Monaco International Film Festival
  - Candidatura per il miglior team
- 2012 - Women Film Critics Circle Awards
  - Film vergognoso nei confronti delle donne